# La Pyramide
Pour les articles homonymes, voir Pyramide (homonymie).
La Pyramide est un roman d'Ismail Kadaré, paru en 1992.

## Résumé de l'histoire
Le jeune pharaon Khéops déclare à sa cour qu'il n'entend pas se faire construire de pyramide. Effrayés par cette rupture avec la tradition, grand prêtre et courtisans consultent les papyrus et découvrent l'origine de la construction des pyramides : rien à voir, au départ, avec la mort et le tombeau des monarques, mais un état de crise du royaume. Une crise bien particulière, liée au bien-être et à l'abondance, sources de liberté et d'esprit critique, donc menace pour l'absolutisme de l'État. 
Diagnostic du magicien-astrologue : il faut éliminer le bien-être, donc consumer l'énergie et la richesse du pays en quelque chose de grandiosement inutile. Convaincu, Khéops décide que sa pyramide sera construite et surpassera toutes les autres par sa démesure et par les moyens matériels et humains mis en œuvre pour l'édifier…